# أدولف أيخمان
أدولف أيخمان (19 مارس 1906 - 1 يونيو 1962) أحد المسؤولين الكبار في الرايخ الثالث، وضابط في إحدى القوات الخاصة الألمانية المسماة قوات العاصفة، تعود إليه مسؤولية الترتيبات اللوجستية بصفته رئيسًا لجهاز البوليس السري جيستابو في إعداد مستلزمات المدنيين في معسكرات الاعتقال وإبادتهم فيما يعرف آنذاك في الحل الأخير.

## سنواته الأولى
وُلد ايخمان في مدينة سولينجين الألمانية. وفي طفولته، كان الأطفال يعيرونه «باليهودي» لميول بشرته إلى اللون الداكن إذا ماقورن بلون البشرة العام للأوروبيين.
انتقل في شبابه مع عائلته إلى لينس بالنمسا، حيث أنهى تعليمه الأساسي، وبدأ التدريب في الهندسة الميكانيكية دون انهائها. في فترة الأزمة الاقتصادية في العشرينات انجرف أيشمان من عمل إلى آخر كعامل يومي وكعامل في مكتب وبائع سفرات لشركة Vacuum Oil. وفي عام 1932 وبتحريض من أحد معارفه، أرنست كالتنبرونر، الذي سيعمل في وقت لاحق كرئيس مكتب الأمن الرئيسي للرايخ Reichsicherheitshauptamt, RSHA، انضم أيشمان إلى الحزب النازي بالنمسا وقوات الأمن الخاصة.

## ألمانيا النازية
تعاون أيخمان مع اليهودي رودولف كاستنر بتهجير العديد من يهود المجر إلى سويسرا بدل أن يقتلوا في أوشفيتز.
وفي أغسطس 1933 انضم إيخمان إلى الفيلق النمساوي يتمثل في جمعية ببفاريا للعاطلين عن العمل من أعضاء الحزب النازي من النمسا. وشارك هناك في التدريب العسكري خلال أشهر قليلة. وفي سنة 1934 انضم إيخمان ـ وكان في ذلك الحين عريفاً SS-Scharführer لقوات الأمن الخاصة ـ إلى المكتب الرئيسي لجهاز الأمن Sicherheitsdienst (SD)-Hauptamt (تنمية مستدامة) وواصل العمل في هذه المنظمة حتى أصبحت جزءا من RSHA سنة 1939. في منتصف الثلاثينات عمل إيخمان في مكتب II 112 لجهاز الأمن الذي هدف إلى مراقبة الأنشطة اليهودية، وتعامل مع موظفين صهيونيين وقام أيضا بجولة تفقدية بفلسطين سنة 1937. الجهد الذي بذله إيخمان لتنظيم الهجرة اليهودية الصهيونية من ألمانيا بكل الوسائل الموجودة جهّزته للقيام بأنشطة أخرى في المستقبل.
وفي 1937 غادر إلى فلسطين لدراسة جدوى ترحيل اليهود من ألمانيا إلى فلسطين، وعدم حصوله على تأشيرة دخول من السلطات البريطانية حالت دون دخوله إلى فلسطين. توجه بعدها إلى القاهرة حيث التقى أحد عناصر منظمة الهاجاناه وكما التقى مع مفتى فلسطين الحاج امين الحسيني. في النهاية، كتب ايخمان تقريره الذي يخالف فكرة ترحيل اليهود بشكل جماعي إلى فلسطين لأسباب اقتصادية ولتعارض فكرة إنشاء دولة يهودية مع الفكر النازي.
وبعد ضم ألمانيا للنمسا في مارس 1938، الوقت الذي قاد فيه إيخمان حملة بوليسية ضد مكاتب الجالية اليهودية الثقافية، عمل إيخمان على تنظيم مكتبا مركزيا للهجرة اليهودية Zentralstelle für jüdische Auswanderung في عاصمة النمسا والذي فُتحت أبوابه رسميا في 20 أغسطس 1938. وحسب التقديرات الداخلية قام المكتب الرئيسي بـ «تسهيل» هجرة 110.000 يهودي نمساوي بين أغسطس 1938 ويونيو 1939. وكان المكتب قد نجح في إجبار اليهود على الهجرة إذ أسس نموذجا مثاليا يدعى «نموذج فينا» ـ لمكتب مركزي في كامل الرايخ للهجرة اليهودية Reichszentrale für jüdische Auswanderung.
قاد إيخمان المركز الرئيسي في بداية أكتوبر 1939. وكان نجاحه في هذه المهمة أقل وخاصة عندما بدأ ترحيل اليهود يعوض الهجرة كخطة لجعل ألمانيا خالية من اليهود. وكان إيخمان فيما يخص هذا المجال يلعب دورا مهما جدا. ففي صيف 1939, أصبح إيخمان مسؤولا عن ترحيل اليهود التشيكيين من محمية مهيميا ومورافيا التي اِسْتُوْلَى عليها سابقا، وقام بتأسيس مكتبا رئيسيا جديدا للهجرة اليهودية ببراغ حسب نموذج فينا. فور اندلاع الحرب العالمية الثانية قام إيخمان بالمحاولة الأولى للترحيل الجماعي من الرايخ الألماني. ونظم أيضا ترحيل حولي 3.500 يهودي من مرافيا وفينا إلى نيسكو قرب نهر سان في المنطفة البولندية المحتلة التي تدعى Generalgouvernement. ورغم أن المشاكل المربوطة بالترحيل وتبديلات القوانين الألمانية كان رؤساء إيخمان مسرورون بجهود إيخمان والدور الذي سيلعبه في المستقبل فيما يخص الترحيلات.
بعد تأسيس مكتب الأمن الرئيسي للرايخ في سبتمبر 1939 انتقل إيخمان من منصبه في جهاز الأمن إلى الجيستابو في فرع IV D 4 (شؤون الترحيلات Räumungsangelegengheiten) بمكتب الأمن الرئيسي للرايخ وفي فرع IV B 4 (الشؤون اليهودية Judenreferat) في مارس 1941. وفي أكتوبر 1940 نظم إيخمان معية مكتب IV D 4 ترحيل حولي 7.000 يهودي من بادن وزاربفالتس إلى مناطق فرنسية غير محتلة. ولعب إيخمان في منصبه ضمن الفرع IV B 4 دوراً مركزياً في ترحيل أكثر من 1,5 مليون يهودي من جميع أنحاء أوروبا إلى مراكز القتل في بولندا المحتلة والاتحاد السوفيتي المحتل.
وفي خريف 1941 شارك إيخمان كقائد وكولونيل قوات الأمن الخاصة وفرع IV B 4 لمكتب الأمن الرئيسي للرايخ في مناقشات لبرنامج إبادة يهود أوروبا. وكان إيخمان مسؤولا عن شؤون ترحيل اليهود من كل أنحاء أوروبا إلى مراكز القتل عندما أجبره قائد مكتب الأمن الرئيسي راينهارد هايدريخ بتحضير محاضرة لمؤتمر وانسيي حيث نصح موظفو مكتب الأمن الرئيسي للرايخ مؤسسات الحكومة والحزب النازي بالشؤون وبرامج «الحل النهائي». وربط إيخمان أيضاً هذه البرامج بشبكته المتكونة من موظفين ساعدوه في القيام بالترحيلات في الأراضي المحتلة من قبل ألمانيا وفي دول المحور. ومن ضمن هؤلاء الرجال حول إيخمان (رجال أيشمان): مندوبه رولف جونتر وألويس برونر وثيودور دانيكر وديتر ويسلسيني. وفي 1942 نظم إيخمان ورجاله ترحيل يهود سلوفاكيا وفرنسا وبلجيكا. في سنتي 1943 و1944 رُحِّلَ يهود اليونان وإيطاليا الشمالية والمجر. ولكن فقط في المجر عمل إيخمان بشكل مباشر في عملية ترحيل اليهود. ومن أواخر أبريل 1944 وستة أسابيع بعد احتلال ألمانيا للمجر، وحتى حلول شهر يوليو قام إيخمان ومتعاونيه بترحيل حوالي 440.000 يهودي مجري.

## بعد الحرب
هرب آيخمان سراً إلى عدة دول إلى أن استقر في الأرجنتين متخفياً باسم جديد وشخصية جديدة مبتعداً عن أية مظاهر قد تفضحه أو تكشف شخصيته الحقيقية، حتى العام 1960 عندما قبض عليه عملاء للموساد ونقلوه إلى إسرائيل، حيث حوكم وأدين وشُنق في العام 1962. ثم أحرقت جثته وألقي بالرماد في البحر الأبيض المتوسط.

## محاكمته في إسرائيل
في 11 مايو/ أيار عام 1960 نجح عملاء الموساد الإسرائيلي في اختطاف النازي أدولف إيخمان من الأرجنتين حيث مثل للمحاكمة في إسرائيل وأُعْدِم عام 1962.

## وصلات خارجية
- أدولف أيخمان على موقع IMDb (الإنجليزية)
- أدولف أيخمان على موقع الموسوعة البريطانية (الإنجليزية)
- أدولف أيخمان على موقع مونزينجر (الألمانية)
- أدولف أيخمان على موقع قاعدة بيانات الأفلام السويدية (السويدية)
- أدولف أيخمان على موقع إن إن دي بي (الإنجليزية)
- أدولف أيخمان على موقع قاعدة بيانات الفيلم (الإنجليزية)